# Queijo do Serro
O queijo do Serro é um tipo de queijo brasileiro, originário da região da cidade  Serro, Minas Gerais.

## História
A receita deste queijo foi trazida para o Brasil no século XVIII por portugueses que vieram da região portuguesa da Serra da Estrela. Em Minas, a técnica foi adaptada e o queijo do Serro, mais úmido e ácido, é valorizado pelo mercado.
Em 1820, o viajante Saint-Hilaire já destacava a tradição pecuária da Comarca do Serro do Frio. No final da última década de 20 e início da década seguinte, a abertura de uma estrada de ligação entre as cidades do Serro e Conceição do Mato Dentro levou o queijo para a capital mineira. Em 1958 e 1959, o Instituto Cândido Tostes destacou em publicação a relevância do produto para a região.
A produção da iguaria tem estreita ligação com a comunidade, motivo que levou a Associação de Amigos do Serro e Secretaria de Cultura do governo mineiro a enviarem ao IPHAN o pedido para reconhecimento da técnica de produção como patrimônio imaterial, cujo processo foi concluído e anunciado oficialmente em 15 de maio de 2008.
O reconhecimento patrimonial incluiu os queijos Canastra e Serra do Salitre,  outros queijos artesanais produzidos em Minas. Seis anos antes, o IEPHA já havia tombado a técnica de fabricação como patrimônio imaterial.
Em 2011, recebeu o registro de Indicação Geográfica (IG), garantido pela Lei 9.279/96, o que assegura aos produtores da região do Serro o direito exclusivo de identificá-lo pela localidade.
Na última semana do mês de setembro, o queijo é celebrado na cidade do Serro com uma festa formada por concurso leiteiro, shows e vaquejada.

## Região produtora
Além da cidade do Serro, produzem queijos com as mesmas características as cidades de Alvorada de Minas, Conceição do Mato Dentro, Dom Joaquim, Materlândia, Paulistas, Rio Vermelho, Sabinópolis, Santo Antônio do Itambé, Serra Azul de Minas e Coluna(sendo a última uma das cidades colonizadas pelo Serro, na qual o queijo chegou em 1885, trazendo com ele mudanças nos costumes e na economia da então Vila de Santo Antônio da Coluna).
Segundo dados da Emater-MG, em 2006, foram catalogados cerca de 881 produtores que envolviam o emprego de 2.290 pessoas e destinavam para o mercado mais de 3 toneladas do produto.

## Características
Este queijo tem massa branca, fina, homogênea, sem trincas e consistente. A casca normalmente é lisa e esbranquiçada e, ao ser curada, tende a ficar com uma crosta fina e amarelada. É cilíndrico, pesa entre 725 e 1.250 gramas, tem cerca de 14 cm de diâmetro e altura entre 4 cm e 6 cm.
O tom de maturação médio é de 7 dias. É consumido mais fresco, tem maior acidez, coloração clara e consistência macia.

### Fatores determinantes
As especificidades do gado, clima, pastagem e relevo são determinantes para as características finais apresentadas pelo queijo do Serro.
O isolamento da região envolvida pela Serra do Espinhaço colaborou para a manutenção da mesma histórica forma de produção. As variações são o uso de formas plásticas e o emprego de coalho industrial.
O capim meloso, o "filé mignon dos capins", predomina na região e torna o leite mais gordo e saboroso, o que acrescenta um tempero ao queijo.

## Processo produtivo
É preparado com leite cru, ao contrário do método industrial que usa processos mecanizados de produção, o que pasteuriza o leite e mata todas as bactérias.
A receita tradicional e tombada inclui todos os procedimentos acumulados por séculos de história e domínio da forma de produção, como ordenha, filtragem, coagulação, quebra da coalhada e mexedura, dessoragem, enformagem, prensagem manual, viradas, salgas, colhimento e uso do pingo, remoção de mesa, desenformagem, grossagem, curtimento e limpeza.

### Valorização qualitativa
Desde 1985, ocorre com a finalidade de aperfeiçoamento e valorização do produtor o Concurso de Qualidade do Queijo Minas Artesanal do Serro, que envolve a participação de queijeiros da região destacada e com cadastro no Instituto Mineiro de Agropecuária.
Outro fator que inclui para valorização da qualidade do produto é o tombamento da receita que inclui um plano de desenvolvimento local ou regional para a inclusão da comunidade, assim como o registro de Indicação Geográfica (IG).